# 佐々木善右衛門
佐々木 善右衛門（ささき ぜんうえもん/ ぜんえもん、1852年（嘉永5年1月） - 1917年（大正6年）8月16日）は、明治時代の政治家、実業家。衆議院議員（2期）。幼名は猪太郎。

## 経歴
出雲国能義郡荒島村（現島根県安来市）に生まれる。生家は代々商業を営んだ。和漢学を修めた。1881年（明治14年）島根県会議員に当選し、ついで常置委員となり、副議長を兼任した。1884年（明治17年）任期満了ののち、再度県会議員に再選される。ほか、地方衛生会委員を務めた。
1890年（明治23年）7月の第1回衆議院議員総選挙では島根県第2区から出馬し当選。つづく第2回総選挙でも当選した。
1890年、松江日報社の設立に参画し総代となる。山陰製糸、松江銀行、松江電灯の設立にも参画し、山陰生命保険社長、来待石製品合資会社社長、松江汽船社長を務めた。この間、山陰線の敷設、松江連隊（歩兵第63連隊）の誘致に尽力した。